# Eddie Kaye
Eddie Kaye (28. prosince 1926 – 2. května 2013) byl americký jazzový saxofonista.

## Kariéra
Kaye začal hrát na tenorsaxofon ve věku třinácti let. Když se přestěhoval do Buffala, během studií na Riverside High School začal hrát se školní kapelou. V následujících letech působil jako profesionální jazzový hudebník v oblasti Buffala a hrál například s Lesterem Youngem a Benem Websterem. Hrál převážně v místních jazzových klubech, jako například Copa Casino, kde působil jako leader kapely. Doprovázel zde například Ellu Fitzgeraldovou, Gerryho Mulligana, Mela Tormé, Dizzyho Gillespieho, Sarah Vaughan, Carmen McRae nebo Peggy Lee. Byl jedním z prvních bílých hudebníků, kteří měli možnost vystupoval v buffalském klubu pro barevné hudebníky. Počátkem padesátých let začal nahrávat pro vydavatelství Mercury Records, kde jej doprovázeli například Dodo Greene a Ducky Rice. V roce 1999 se přestěhoval do Fort Myers, kde v roce 2013 ve svých šestaosmdesáti letech zemřel.